# Antedoninae
De Antedoninae zijn een onderfamilie van de Antedonidae, een familie van haarsterren.

## Geslachten
- Andrometra A.H. Clark, 1917
- Annametra A.H. Clark, 1936
- Antedon De Fréminville, 1811
- Ctenantedon Meyer, 1972
- Dorometra A.H. Clark, 1917
- Euantedon A.H. Clark, 1912
- Eumetra A.H. Clark, 1908
- Iridometra A.H. Clark, 1908
- Mastigometra A.H. Clark, 1908
- Toxometra A.H. Clark, 1911